# Nati nel 1997/Marzo
| Questa pagina contiene informazioni ricavate automaticamente dalle voci biografiche con l'ausilio del template Bio e di un bot. L'aggiornamento è periodico e automatico e ricostruisce completamente la pagina. Se manca una persona in questa lista, sei pregato di non aggiungerla, ma accertati piuttosto che la sua voce biografica contenga il template Bio e che i dati anagrafici siano correttamente compilati. Se il template Bio manca, inseriscilo tu stesso o, in alternativa, metti l'avviso {{tmp\|Bio}} che ne segnala la mancanza. Se i dati riportati sono sbagliati, correggi direttamente la voce biografica; le modifiche saranno visibili in questa lista entro pochi giorni. Per chiarimenti vedi il progetto biografie. La lista contiene solo le 485 persone che sono citate nell'enciclopedia e per le quali è stato implementato correttamente il template Bio. Pagina aggiornata al 10 ago 2025. |

- 1º marzo - Manuel Ferrara, giornalista italiano
- 1º marzo - Andrej Fábry, calciatore slovacco
- 1º marzo - Kevin Givens, giocatore di football americano statunitense
- 1º marzo - Johan Jacobs, ciclista su strada e ciclocrossista svizzero
- 1º marzo - Klauss, calciatore brasiliano
- 2 marzo - Laurynas Beliauskas, cestista lituano
- 2 marzo - Daniil Fomin, calciatore russo
- 2 marzo - Serena-Lynn Geldof, cestista belga
- 2 marzo - Becky G, cantante e attrice statunitense
- 2 marzo - Isabelle Iliano, calciatrice belga
- 2 marzo - Luis Malagón, calciatore messicano
- 2 marzo - Arike Ogunbowale, cestista statunitense
- 2 marzo - Carlos Rotondi, calciatore argentino
- 2 marzo - Jared Savage, cestista statunitense
- 2 marzo - Dmitrij Skopincev, calciatore russo
- 2 marzo - Nemanja Tekijaški, calciatore serbo
- 2 marzo - Matt Weston, skeletonista britannico
- 3 marzo - Allan Rodrigues de Souza, calciatore brasiliano
- 3 marzo - Harun Alpsoy, calciatore svizzero
- 3 marzo - Pedro Augusto, calciatore brasiliano
- 3 marzo - Camila Cabello, cantautrice cubana
- 3 marzo - Jaime Carreño, calciatore cileno
- 3 marzo - Channing Lorenzo, wrestler statunitense
- 3 marzo - Juan Carlos Corbalan, calciatore maltese
- 3 marzo - Giulia Gabrieli, italiana († 2011)
- 3 marzo - Noor Husin, calciatore afghano
- 3 marzo - Derrick Jones, calciatore ghanese
- 3 marzo - Humberto Mejía, giocatore di baseball panamense
- 3 marzo - Iman Meskini, attrice norvegese
- 3 marzo - Momoka Muraoka, sciatrice alpina giapponese
- 3 marzo - David Neres, calciatore brasiliano
- 3 marzo - Marcell Pongó, cestista ungherese
- 3 marzo - Ronaldo Prieto, calciatore messicano
- 3 marzo - Mario Rodríguez Ruiz, calciatore spagnolo
- 3 marzo - Vitalij Zotov, cestista ucraino
- 4 marzo - Ali Al-Hassan, calciatore saudita
- 4 marzo - Lars Bottelier, nuotatore olandese
- 4 marzo - Francisco Casanova, calciatore uruguaiano
- 4 marzo - Colton Cowell, pallavolista statunitense
- 4 marzo - Daoko, cantautrice e rapper giapponese
- 4 marzo - Daichi Hara, sciatore freestyle giapponese
- 4 marzo - Kwon Hyun-bin, cantautore, rapper e attore sudcoreano
- 4 marzo - Chase Lucas, giocatore di football americano statunitense
- 4 marzo - Jhonatan Narváez, ciclista su strada ecuadoriano
- 4 marzo - Anthony Nelson, giocatore di football americano statunitense
- 4 marzo - Dominik Schad, calciatore tedesco
- 4 marzo - Cecilia Tamayo-Garza, velocista messicana
- 4 marzo - Martin Terrier, calciatore francese
- 4 marzo - Matisse Thybulle, cestista statunitense
- 4 marzo - Bebe Vio, schermitrice e dirigente sportiva italiana
- 4 marzo - Freddie Woodman, calciatore inglese
- 4 marzo - Matthew Yoshimoto, pallavolista statunitense
- 5 marzo - Abner Acuña, calciatore nicaraguense
- 5 marzo - Grégory Bengaber, cestista francese
- 5 marzo - Adam Botek, canoista slovacco
- 5 marzo - Federico Cesari, attore italiano
- 5 marzo - Stéphane Gombauld, cestista francese
- 5 marzo - Niko Hämäläinen, calciatore statunitense
- 5 marzo - Kevarrius Hayes, cestista statunitense
- 5 marzo - Lluís López, calciatore spagnolo
- 5 marzo - Giedrius Matulevičius, calciatore lituano
- 5 marzo - Patrik Niklas-Salminen, tennista finlandese
- 5 marzo - Alen Pjanic, cestista tedesco
- 5 marzo - Safawi Rasid, calciatore malaysiano
- 5 marzo - Lee Thompson, velocista britannico
- 5 marzo - Mattia Verona, hockeista su pista italiano
- 6 marzo - Álvaro Angulo, calciatore colombiano
- 6 marzo - Jacqueline Burns, calciatrice nordirlandese
- 6 marzo - Alisha Boe, attrice norvegese
- 6 marzo - Étienne Ca, ex cestista francese
- 6 marzo - Kyle Ensing, pallavolista statunitense
- 6 marzo - Janhvi Kapoor, attrice indiana
- 6 marzo - Felix Komolong, calciatore papuano
- 6 marzo - Evan McEachran, sciatore freestyle canadese
- 6 marzo - Bojana Milenković, pallavolista serba
- 6 marzo - Mariane Roberta de Carvalho, cestista brasiliana
- 6 marzo - Lucas Panayi, calciatore seychellese
- 6 marzo - Paola Rivera, pallavolista portoricana
- 6 marzo - Franco Troyansky, calciatore argentino
- 6 marzo - Zeca, calciatore brasiliano
- 7 marzo - Markus Bailey, giocatore di football americano statunitense
- 7 marzo - Tyler Bate, wrestler britannico
- 7 marzo - Jacob Buus, calciatore danese
- 7 marzo - Driton Camaj, calciatore montenegrino
- 7 marzo - Gabriel Carrasco, calciatore argentino
- 7 marzo - Megan Connolly, calciatrice irlandese
- 7 marzo - Bad Gyal, cantante e rapper spagnola
- 7 marzo - Ricardo Garay, calciatore paraguaiano
- 7 marzo - Alana Gebremariam, attivista bielorussa
- 7 marzo - Petar Gigić, calciatore serbo
- 7 marzo - Thomas Hayes, attore, produttore discografico e musicista norvegese
- 7 marzo - Gary Jennings Jr., giocatore di football americano statunitense
- 7 marzo - Kanu, calciatore brasiliano
- 7 marzo - Andrés Lioi, calciatore argentino
- 7 marzo - Laurent Lopes, ex calciatore francese
- 7 marzo - Patricia Mangan, sciatrice alpina statunitense
- 7 marzo - Luke Maye, cestista statunitense
- 7 marzo - Jhon Fredy Miranda, calciatore colombiano
- 7 marzo - Taher Mohamed, calciatore egiziano
- 7 marzo - Tristan Muyumba, calciatore francese
- 7 marzo - Joshua Patton, cestista statunitense
- 7 marzo - Bruno Rodrigues, calciatore brasiliano
- 7 marzo - Alpha Sissoko, calciatore francese
- 7 marzo - Aleksandr Sobolev, calciatore russo
- 7 marzo - Guévin Tormin, calciatore francese
- 7 marzo - Daniel Utomi, cestista statunitense
- 7 marzo - Ivan Zlobin, calciatore russo
- 8 marzo - Narmandakh Artag, calciatore mongolo
- 8 marzo - Tijana Bošković, pallavolista bosniaca
- 8 marzo - Hanna Bryč, cestista bielorussa
- 8 marzo - Harit Cheewagaroon, attore e conduttore televisivo thailandese
- 8 marzo - Irene Ekelund, velocista svedese
- 8 marzo - Damien Furtado, calciatore francese
- 8 marzo - Amir Hadžiahmetović, calciatore bosniaco
- 8 marzo - Jurina Matsui, cantante, attrice e modella giapponese
- 8 marzo - Ewan Mitchell, attore britannico
- 8 marzo - Hakob Mkrtchyan, sollevatore armeno
- 8 marzo - Kevin Nisbet, calciatore scozzese
- 8 marzo - Kris Twardek, calciatore canadese
- 9 marzo - João Carvalho, calciatore portoghese
- 9 marzo - Giulia Ciavarella, cestista italiana
- 9 marzo - Stefan Dabić, calciatore serbo
- 9 marzo - Paul Gartler, calciatore austriaco
- 9 marzo - Jerry Mawihmingthanga, calciatore indiano
- 9 marzo - Darsheel Safary, attore indiano
- 9 marzo - Glynn Watson, cestista statunitense
- 9 marzo - Niamh Wilson, attrice canadese
- 10 marzo - Madeleine Arthur, attrice canadese
- 10 marzo - Belinda Bencic, tennista svizzera
- 10 marzo - Ana Carrasco, pilota motociclistica spagnola
- 10 marzo - Mauro Coppolaro, calciatore italiano
- 10 marzo - Gabriela Nunes da Silva, calciatrice brasiliana
- 10 marzo - Josef Ganda, calciatore israeliano
- 10 marzo - Nahikari García, calciatrice spagnola
- 10 marzo - Dominique Grund, attrice statunitense
- 10 marzo - Jean Mangabeira, calciatore brasiliano
- 10 marzo - Ousman Manneh, ex calciatore gambiano
- 10 marzo - Ahmed Ouhda, mezzofondista italiano
- 10 marzo - Sergio Pandiani, multiplista argentino
- 10 marzo - Ronaldo Peña, calciatore venezuelano
- 10 marzo - Sandro Platzgummer, giocatore di football americano austriaco
- 10 marzo - Ángela Salvadores, cestista spagnola
- 10 marzo - Uriah Shelton, attore e cantante statunitense
- 10 marzo - Sārā Xādemālsharīʾẹ, scacchista iraniana
- 11 marzo - Alejandro Cabeza, calciatore ecuadoriano
- 11 marzo - Breno Caetano, calciatore brasiliano
- 11 marzo - Guillermo Campra, attore spagnolo
- 11 marzo - Matreya Fedor, attrice canadese
- 11 marzo - Viktorija Kondus', cestista ucraina
- 11 marzo - Travis Konecny, hockeista su ghiaccio canadese
- 11 marzo - Veddriq Leonardo, arrampicatore indonesiano
- 11 marzo - Conlyde Luchanga, calciatore zambiano
- 11 marzo - Lassi Nikkarinen, cestista finlandese
- 11 marzo - Ajdin Penava, cestista bosniaco
- 11 marzo - Evie Richards, mountain biker e ciclocrossista britannica
- 11 marzo - Jur Schrijvers, calciatore belga
- 11 marzo - Ray Spalding, cestista statunitense
- 11 marzo - Paolo Tagliamento, violinista italiano
- 11 marzo - Árpád Tordai, calciatore rumeno
- 12 marzo - Amjad Attwan, calciatore iracheno
- 12 marzo - John Avire, calciatore keniota
- 12 marzo - Anna Comarella, fondista italiana
- 12 marzo - Tae Crowder, giocatore di football americano statunitense
- 12 marzo - Fiona Ferro, tennista francese
- 12 marzo - Dean Henderson, calciatore inglese
- 12 marzo - Nassim Hnid, calciatore tunisino
- 12 marzo - Ramiro Macagno, calciatore argentino
- 12 marzo - Ómar Ingi Magnússon, pallamanista islandese
- 12 marzo - Jean-Philippe Patrice, schermidore francese
- 12 marzo - Sebastián Reyes, calciatore boliviano
- 12 marzo - Andrea Russo, ginnasta italiano
- 12 marzo - Allan Saint-Maximin, calciatore francese
- 12 marzo - Astrit Selmani, calciatore svedese
- 12 marzo - Tokuma Suzuki, calciatore giapponese
- 12 marzo - Dominic Tan, calciatore malaysiano
- 12 marzo - Felipe Vizeu, calciatore brasiliano
- 12 marzo - Val, calciatore brasiliano
- 13 marzo - Claudio Nicolás Bravo, calciatore argentino
- 13 marzo - Iñigo Córdoba, calciatore spagnolo
- 13 marzo - Danylo Ihnatenko, calciatore ucraino
- 13 marzo - Kateřina Janatová, fondista ceca
- 13 marzo - Lei Tingjie, scacchista cinese
- 13 marzo - Faalavelvae Matagi, calciatore samoano
- 13 marzo - David Motta Soares, danzatore brasiliano
- 13 marzo - Edidiong Odiong, velocista nigeriana
- 13 marzo - Bryony Pitman, arciera britannica
- 13 marzo - Darío Poveda, calciatore spagnolo
- 13 marzo - Rúben Neves, calciatore portoghese
- 13 marzo - Landry Shamet, cestista statunitense
- 14 marzo - Simone Biles, ginnasta statunitense
- 14 marzo - Fernando Fonseca, calciatore portoghese
- 14 marzo - Joan Galbàs, hockeista su pista spagnolo
- 14 marzo - Alfred García, cantante spagnolo
- 14 marzo - Theodora Gkountoura, schermitrice greca
- 14 marzo - Dawid Kownacki, calciatore polacco
- 14 marzo - Harrie Lavreysen, pistard olandese
- 14 marzo - Shareef Miller, giocatore di football americano statunitense
- 14 marzo - Léo Natel, calciatore brasiliano
- 14 marzo - Miles Robinson, calciatore statunitense
- 14 marzo - José Luis Rodríguez Bebanz, calciatore uruguaiano
- 14 marzo - Fashion Sakala, calciatore zambiano
- 14 marzo - Javier Sánchez, calciatore spagnolo
- 14 marzo - Denise Tantucci, attrice italiana
- 15 marzo - Justin Agner, giocatore di football americano statunitense
- 15 marzo - Sheila García, calciatrice spagnola
- 15 marzo - Franziska Gritsch, sciatrice alpina austriaca
- 15 marzo - Jonjoe Kenny, calciatore inglese
- 15 marzo - Samuel Scherrer, lottatore svizzero
- 15 marzo - Son Hwa-yeon, calciatrice sudcoreana
- 16 marzo - Dominic Calvert-Lewin, calciatore inglese
- 16 marzo - Xavier Cañellas, ciclista su strada e pistard spagnolo
- 16 marzo - Dario Cavaliere, schermidore italiano
- 16 marzo - Diananda Choirunisa, arciera indonesiana
- 16 marzo - Olivier Cortale, cestista francese
- 16 marzo - Daniel De Silva, calciatore australiano
- 16 marzo - Gonzalo Escobar, calciatore argentino
- 16 marzo - Maurício Garcez, calciatore brasiliano
- 16 marzo - Gracie Lawrence, attrice e cantante statunitense
- 16 marzo - Jassim Yaqoob, calciatore emiratino
- 16 marzo - Florian Neuhaus, calciatore tedesco
- 16 marzo - Shamar Nicholson, calciatore giamaicano
- 16 marzo - Veronika Remenárová, cestista slovacca
- 16 marzo - Fede San Emeterio, calciatore spagnolo
- 16 marzo - Borja San Emeterio, calciatore spagnolo
- 16 marzo - Rasmus Nicolaisen, calciatore danese
- 16 marzo - Xande Silva, calciatore portoghese
- 16 marzo - Ted Sutherland, attore statunitense
- 16 marzo - Jérémy Corinus, calciatore francese
- 16 marzo - Miriam Vece, pistard italiana
- 16 marzo - Tyrel Jackson Williams, attore statunitense
- 16 marzo - Daniela Öhman, pallavolista finlandese
- 17 marzo - Lilija Achaimova, ex ginnasta russa
- 17 marzo - Pablo Aránguiz, calciatore cileno
- 17 marzo - Arnas Beručka, cestista lituano
- 17 marzo - Quentin Boisgard, calciatore francese
- 17 marzo - Konrad Bukowiecki, pesista polacco
- 17 marzo - Alessandro Cassese, cestista italiano
- 17 marzo - Everton Galdino, calciatore brasiliano
- 17 marzo - Nico Gleirscher, slittinista austriaco
- 17 marzo - Ryan Hardie, calciatore scozzese
- 17 marzo - Mohamed Samy, nuotatore egiziano
- 17 marzo - Olabisi Johnson, giocatore di football americano statunitense
- 17 marzo - Katie Ledecky, nuotatrice statunitense
- 17 marzo - Nijirō Murakami, attore e doppiatore giapponese
- 17 marzo - Idan Nachmias, calciatore israeliano
- 17 marzo - Williams Narace, cestista camerunese
- 17 marzo - Tomás Rojas, calciatore paraguaiano
- 17 marzo - Paik Seung-ho, calciatore sudcoreano
- 17 marzo - Felipe Villagrán, calciatore cileno
- 18 marzo - Walter Bennett, calciatore olandese
- 18 marzo - Ciara Bravo, attrice, doppiatrice e modella statunitense
- 18 marzo - Gleison Bremer, calciatore brasiliano
- 18 marzo - Grace Elizabeth, supermodella statunitense
- 18 marzo - Britain Covey, giocatore di football americano statunitense
- 18 marzo - Henrique Honorato, pallavolista brasiliano
- 18 marzo - Jordan Ewert, pallavolista statunitense
- 18 marzo - Mike Hauptmeijer, calciatore olandese
- 18 marzo - Hou Zhihui, sollevatrice cinese
- 18 marzo - Khalid Al-Hashemi, calciatore emiratino
- 18 marzo - Rieko Ioane, rugbista a 15 neozelandese
- 18 marzo - Maximilian Mittelstädt, calciatore tedesco
- 18 marzo - Luiz Otávio, calciatore brasiliano
- 18 marzo - Kiryl Pjačėnin, calciatore bielorusso
- 18 marzo - Giada Pondini, calciatrice italiana
- 18 marzo - Lucas Robertone, calciatore argentino
- 18 marzo - Thiago Rodrigues de Souza, calciatore brasiliano
- 18 marzo - Logan Stenberg, giocatore di football americano statunitense
- 18 marzo - Baboloki Thebe, velocista botswano
- 18 marzo - Joshua Tuaniga, pallavolista statunitense
- 18 marzo - Ippei Watanabe, nuotatore giapponese
- 18 marzo - Jordan Whitehead, giocatore di football americano statunitense
- 18 marzo - Ivica Zubac, cestista croato
- 19 marzo - Andrea Fantozzi, hockeista su pista italiano
- 19 marzo - Noemie Fox, canoista australiana
- 19 marzo - Sagaba Konate, cestista maliano
- 19 marzo - Kwak Dong-yeon, attore sudcoreano
- 19 marzo - Zakhele Lepasa, calciatore sudafricano
- 19 marzo - Alexandros Malīs, calciatore greco
- 19 marzo - Rūta Meilutytė, nuotatrice lituana
- 19 marzo - Elisa Policari, cestista italiana
- 19 marzo - Jan Repas, calciatore sloveno
- 19 marzo - Dajan Shehi, calciatore albanese
- 19 marzo - Abdullah Hassoun, calciatore saudita
- 19 marzo - Raoul Vázquez, cantautore e musicista spagnolo
- 19 marzo - Ricarda Walkling, calciatrice tedesca
- 19 marzo - Jackson Yueill, calciatore statunitense
- 20 marzo - Carlotta Baldo, calciatrice italiana
- 20 marzo - Malik Benlevi, cestista statunitense
- 20 marzo - Bryan Cabezas, calciatore ecuadoriano
- 20 marzo - Bobby Cheng, scacchista australiano
- 20 marzo - Thomas Deng, calciatore australiano
- 20 marzo - Fredrik Dversnes, ciclista su strada norvegese
- 20 marzo - David Edwards, giocatore di football americano statunitense
- 20 marzo - Marthã, calciatore brasiliano
- 20 marzo - Filip Hašek, calciatore ceco
- 20 marzo - Marija Istomina, fondista russa
- 20 marzo - Hussein Abdilkarim Mohamed, calciatore somalo
- 20 marzo - José Pacheco, pallavolista portoricano
- 20 marzo - Simone Pontisso, calciatore italiano
- 20 marzo - Wifisfuneral, rapper e compositore statunitense
- 20 marzo - Benjamin Van Durmen, calciatore belga
- 21 marzo - Netanel Artzi, cestista israeliano
- 21 marzo - Grayson Bell, nuotatore australiano
- 21 marzo - Jérémie Broh, calciatore italiano
- 21 marzo - Kalani Brown, cestista statunitense
- 21 marzo - Sigfredo Casero-Ortiz, cestista cubano
- 21 marzo - Henrique Chaves, pilota automobilistico portoghese
- 21 marzo - Bryant Crawford, cestista statunitense
- 21 marzo - Moses Dyer, calciatore neozelandese
- 21 marzo - Mohab El-Kordy, tuffatore egiziano
- 21 marzo - Ramiro Guerra, ex calciatore uruguaiano
- 21 marzo - Nikos Kamarianos, cestista greco
- 21 marzo - Mathias Kristensen, calciatore danese
- 21 marzo - Damien Lewis, giocatore di football americano statunitense
- 21 marzo - Bohdan Mychajličenko, calciatore ucraino
- 21 marzo - Josh Oliver, giocatore di football americano statunitense
- 21 marzo - Nathaniel Phillips, calciatore inglese
- 21 marzo - Jamey Rodemeyer, youtuber e attivista statunitense († 2011)
- 21 marzo - Martina Stoessel, cantante e attrice argentina
- 21 marzo - Charly Trussardi, rugbista a 15 italiano
- 21 marzo - Christian Vital, cestista statunitense
- 22 marzo - Svend Brodersen, calciatore tedesco
- 22 marzo - Babacar Dione, calciatore belga
- 22 marzo - De'Quon Lake, cestista americo-verginiano
- 22 marzo - Kevon Lambert, calciatore giamaicano
- 22 marzo - Niklas Larsen, ciclista su strada e pistard danese
- 22 marzo - Alex Meret, calciatore italiano
- 22 marzo - Chimezie Metu, cestista statunitense
- 22 marzo - Nadia Quagliotto, ciclista su strada e pistard italiana
- 22 marzo - Luiz Felipe Ramos Marchi, calciatore brasiliano
- 22 marzo - Brandon Rattray, pallavolista statunitense
- 22 marzo - Harry Wilson, calciatore gallese
- 23 marzo - Ahmed Ramadan, calciatore egiziano
- 23 marzo - Grégory Alldritt, rugbista a 15 francese
- 23 marzo - Tanner Beason, calciatore statunitense
- 23 marzo - Georgia Burgess, ex sciatrice alpina canadese
- 23 marzo - D'Wayne Eskridge, giocatore di football americano statunitense
- 23 marzo - Andrea Grandoni, calciatore sammarinese
- 23 marzo - Iago Amaral Borduchi, calciatore brasiliano
- 23 marzo - Thiago Maia, calciatore brasiliano
- 23 marzo - Milagros Menéndez, calciatrice argentina
- 23 marzo - Sebas Moyano, calciatore spagnolo
- 23 marzo - Andrea Pellegrino, tennista italiano
- 23 marzo - Danilo Quaranta, calciatore italiano
- 23 marzo - Filip Steinwall, ex sciatore alpino svedese
- 23 marzo - Paula Strautmane, cestista lettone
- 23 marzo - David Sualehe, calciatore portoghese
- 23 marzo - Nkosi Tafari, calciatore statunitense
- 23 marzo - Cláudio Tavares, calciatore portoghese
- 23 marzo - Stephen Thompson, cestista statunitense
- 24 marzo - Alexandre Aygalenq, cestista francese
- 24 marzo - Lucilla Boari, arciera italiana
- 24 marzo - Gustavo Cascardo, calciatore brasiliano
- 24 marzo - Bobby Evans, giocatore di football americano statunitense
- 24 marzo - Josh Ginnelly, calciatore inglese
- 24 marzo - Alexandru Novac, giavellottista romeno
- 24 marzo - Renzo Paparelli, calciatore argentino
- 24 marzo - Raoul Petretta, calciatore italiano
- 24 marzo - Julián Quiñones, calciatore colombiano
- 24 marzo - Jordan Rossiter, calciatore inglese
- 24 marzo - Daniel Stensson, calciatore svedese
- 24 marzo - Jenna Strauch, nuotatrice australiana
- 24 marzo - Darrell Taylor, giocatore di football americano statunitense
- 24 marzo - George Thomas, calciatore gallese
- 24 marzo - Yasser Triki, triplista e lunghista algerino
- 24 marzo - Yanick van Osch, calciatore olandese
- 25 marzo - Rodrigo Amaral, calciatore uruguaiano
- 25 marzo - Mathieu Cafaro, calciatore francese
- 25 marzo - Teahna Daniels, velocista statunitense
- 25 marzo - Nicholas Dillon, calciatore trinidadiano
- 25 marzo - Jacobo González, calciatore spagnolo
- 25 marzo - Tyler Hall, cestista statunitense
- 25 marzo - Miguel Ángel López, pallavolista cubano
- 25 marzo - Travis McConico, cestista statunitense
- 25 marzo - Emiliano Purita, calciatore argentino
- 25 marzo - Axel Rodríguez, calciatore argentino
- 25 marzo - Rúben Ismael, calciatore portoghese
- 25 marzo - Joaquín Varela, calciatore argentino
- 26 marzo - Andreas Christodoulou, calciatore cipriota
- 26 marzo - Bryce Deadmon, velocista statunitense
- 26 marzo - Nicole Enabosi, cestista statunitense
- 26 marzo - Wenyen Gabriel, cestista sudsudanese
- 26 marzo - Mateus Garcia, giocatore di calcio a 5 brasiliano
- 26 marzo - Alex Iván, calciatore slovacco
- 26 marzo - Youssra Karim, atleta paralimpica marocchina
- 26 marzo - Marta Lach, ciclista su strada polacca
- 26 marzo - Junior Madut, cestista sudsudanese
- 26 marzo - Maurizio Marassi, sportivo italiano
- 26 marzo - Wendell Mitchell, cestista statunitense
- 26 marzo - Kōji Miyoshi, calciatore giapponese
- 26 marzo - Thierry Ndikumwenayo, mezzofondista burundese
- 26 marzo - Francisco Reis Ferreira, calciatore portoghese
- 26 marzo - Cameron Smith, giocatore di football americano statunitense
- 26 marzo - Eduard Trippel, judoka tedesco
- 26 marzo - Marcos Vinícius da Silva Santos, calciatore brasiliano
- 27 marzo - Muhsen Al-Ghassani, calciatore omanita
- 27 marzo - Raiko Arozarena, calciatore cubano
- 27 marzo - Daniele Cappellari, biatleta e ex fondista italiano
- 27 marzo - Danilo Cardoso, calciatore brasiliano
- 27 marzo - Murilo Cerqueira, calciatore brasiliano
- 27 marzo - Eleonora Curtabbi, ostacolista italiana
- 27 marzo - Heber García, calciatore venezuelano
- 27 marzo - Brycen Hopkins, giocatore di football americano statunitense
- 27 marzo - Lisa, rapper, cantante e ballerina thailandese
- 27 marzo - Stefanos Ntouskos, canottiere greco
- 27 marzo - Bence Pávkovics, calciatore ungherese
- 27 marzo - Kristóf Rasovszky, nuotatore ungherese
- 27 marzo - Nicolás Servetto, calciatore argentino
- 27 marzo - Malcolm Shaw, calciatore trinidadiano
- 27 marzo - Andreas Skovgaard, calciatore danese
- 27 marzo - Eda Tuğsuz, giavellottista turca
- 28 marzo - Mohammed Al-Bakri, calciatore qatariota
- 28 marzo - Thierry Ambrose, calciatore francese
- 28 marzo - Eline Berger, canottiera olandese
- 28 marzo - Dani Cárdenas, calciatore spagnolo
- 28 marzo - Elnur Cəfərov, calciatore azero
- 28 marzo - Marko Dabro, calciatore croato
- 28 marzo - Giuseppe Di Mare, canottiere italiano
- 28 marzo - Joan Gamboa, calciatore uruguaiano
- 28 marzo - Kubilay Kanatsızkuş, calciatore turco
- 28 marzo - Emanuel Maciel, calciatore argentino
- 28 marzo - Braydon Manu, calciatore tedesco
- 28 marzo - Benson Manuel, calciatore belga
- 28 marzo - Derek Ogbeide, cestista nigeriano
- 28 marzo - Sebastian Samuelsson, biatleta svedese
- 28 marzo - Joshua Sims, calciatore inglese
- 28 marzo - Emil Soravuo, ginnasta finlandese
- 28 marzo - Yaw Yeboah, calciatore ghanese
- 29 marzo - José Alberti, calciatore uruguaiano
- 29 marzo - Tidjani Anaane, calciatore beninese
- 29 marzo - Jacob Berkeley-Agyepong, calciatore grenadino
- 29 marzo - Yach Bol, calciatore sudsudanese
- 29 marzo - Luciana Delabarba, cestista argentina
- 29 marzo - Makenzie Fischer, ex pallanuotista statunitense
- 29 marzo - Francisco González Metilli, calciatore argentino
- 29 marzo - Thaddea Graham, attrice britannica
- 29 marzo - Dominic Green, cestista statunitense
- 29 marzo - Hakob Hakobyan, calciatore georgiano
- 29 marzo - Ethan Jolley, calciatore gibilterriano
- 29 marzo - Josie Knight, pistard e ciclista su strada britannica
- 29 marzo - Jorge Obregón, calciatore colombiano
- 29 marzo - Luca Oriel, attore statunitense
- 29 marzo - Paula Patiño, ciclista su strada colombiana
- 29 marzo - Arón Piper, attore, cantante e rapper tedesco
- 29 marzo - Ezequiel Ponce, calciatore argentino
- 29 marzo - Josh Sweat, giocatore di football americano statunitense
- 29 marzo - Fridtjof Tischendorf, snowboarder norvegese
- 29 marzo - Robert Vâlceanu, ex calciatore rumeno
- 29 marzo - Bram Welten, ciclista su strada olandese
- 29 marzo - Leah Williamson, calciatrice inglese
- 30 marzo - Gideon Adlon, attrice statunitense
- 30 marzo - Leonardo Candi, cestista italiano
- 30 marzo - Younes Emami, lottatore iraniano
- 30 marzo - Aymerick Gally, schermidore francese
- 30 marzo - Matteo Gennaro, hockeista su ghiaccio canadese
- 30 marzo - Astemir Gordjušenko, calciatore russo
- 30 marzo - Feyza Sevil Güngör, attrice turca
- 30 marzo - Florent Hasani, calciatore kosovaro
- 30 marzo - Lauren Jenner, arbitro di rugby a 15 neozelandese
- 30 marzo - Cha Eun-woo, cantante, attore e modello sudcoreano
- 30 marzo - Simon Lorenz, calciatore tedesco
- 30 marzo - Admiral Schofield, cestista statunitense
- 30 marzo - Shervin Hajipour, cantante iraniano
- 30 marzo - Torjus Sleen, ex ciclista su strada norvegese
- 30 marzo - Bruno Tabata, calciatore brasiliano
- 30 marzo - Mohamed Touré, calciatore ivoriano
- 30 marzo - Vera Tschurtschenthaler, ex sciatrice alpina italiana
- 30 marzo - Nguyễn Xuân Son, calciatore brasiliano
- 30 marzo - Igor Zubeldia, calciatore spagnolo
- 30 marzo - Fernando Castro, calciatore brasiliano
- 30 marzo - David Štěpánek, calciatore ceco
- 31 marzo - Kristine Anigwe, cestista britannica
- 31 marzo - Julien Ducree, cestista statunitense
- 31 marzo - Abdulrahman Ghareeb, calciatore saudita
- 31 marzo - Scott Kennedy, calciatore canadese
- 31 marzo - Jordan Mailata, ex rugbista a 15 e giocatore di football americano australiano
- 31 marzo - Mason Peatling, cestista australiano
- 31 marzo - Galen Robinson, cestista statunitense
- 31 marzo - Abdul Latif Romly, atleta paralimpico malaysiano
- 31 marzo - Elisha Sam, calciatore belga
- 31 marzo - Kay Smits, pallamanista olandese
- 31 marzo - Zoë Tauran, cantante olandese
- 31 marzo - Kevin Tshiembe, calciatore danese
- 31 marzo - Ciprian Tudosă, canottiere rumeno
- 31 marzo - Mārtiņš Ķigurs, calciatore lettone